# Marcel Després
Marcel Després, né le 25 janvier 1890 à Pierreclos (Saône-et-Loire) et mort le 6 novembre 1973 à Saint-Germain-du-Bois (Saône-et-Loire), est un homme politique français.

## Carrière militaire
Marcel Després est polytechnicien, issu de la promotion 1909. Comme le prévoit la loi pour les élèves qui entrent dans une Grande École militaire, il s'engage pour 4 ans le 9 octobre 1909 à la mairie du 5e arrondissement de Paris dans l'armée. Il est affecté pour sa première année au 35e Régiment d‘Artillerie de Campagne (Vannes). À la fin de ses études, il sort sous-lieutenant le 19 septembre 1912.
Envoyé à l'École militaire d'Artillerie de Fontainebleau, il en ressort lieutenant et part au 54e RAC (régiment d'artillerie rattachée à la 28e DI), qu'il rejoint le 1er octobre 1913. 
Le 5 septembre 1914 Marcel Després est chargé d'appuyer les attaques sur Solbach de la 28e DI, le régiment attaque sur le col d'Anozel, qui a été repris par les allemands et tire sur le bois de Kemberg.
Le 35e Régiment d‘Artillerie de Campagne est bombardé par l’armée allemande, Marcel Després est blessé une première fois puis une seconde fois lors de son évacuation. 
Il est cité pour cette action, le 31 janvier 1916 à l'ordre de la 28e DI :
"Par son sang-froid et son mépris du danger en toutes circonstances, a su inspirer une confiance absolue au personnel de la batterie pour lequel il a été un constant exemple de courage et d'abnégation. Grièvement blessé le 5 septembre 1914."
Citation accompagnée de la Croix de Guerre avec étoile d'argent.
Il est nommé instructeur à l’École d’artillerie.
Le 1er mai 1916 il est affecté au 13e RAC où il prend le commandement de la 34e batterie. Le groupe est mis à la disposition du XV Corps de la Fourth Army (British). L'armée britannique attaque dès le 1er juillet sur la Somme afin de desserrer la pression allemande sur Verdun. Le 22 juillet les troupes britanniques et la batterie commandée par Marcel Després attaque Mametz, Bazentin-le- Grand, Bazentin-le-Petit et Martinpuich pour briser les défenses allemandes. 
Pour cette action, Marcel Després est cité à l'ordre de l'Armée no 2.589 du 22 juillet 1916
"Le 22 juillet 1916, a par son courage maintenu sa batterie en action sous un bombardement d'obus de gros calibre dans des circonstances difficiles et les pertes qu'avait subi le personnel de sa batterie"
Une palme s’ajoute sur le ruban de sa Croix de Guerre.
Le 1er avril 1917, la 34e batterie devient la 24e batterie du 213e RAC, 2e groupe. 
Elle est engagée avec l'Artillerie Divisionnaire de la 42e DI, vers Jonchery (limite des départements de la Marne et de l’Aisne). Cette action sera une nouvelle fois déterminante et audacieuse. 
Le 6 avril, Marcel Després est blessé à l'avant-bras droit et au niveau de la 6e vertèbre dorsale par éclat d'obus. Sa batterie était positionnée à Bouffignereux (Aisne). Il est pris en charge par l'ambulance 2/55 qui est rattachée à l'HOE de Prouilly.
Pour cette action il est cité à l’ordre de l’armée no 4.809 du 20 avril 1917.

## Carrière politique
Élu maire de Saint-Germain-du-Bois en 1934, conseiller général du canton de Saint-Germain-du-Bois de 1935 à 1946; il est sénateur de Saône-et-Loire de 1937 à 1944. Il vote les pleins pouvoirs au maréchal Pétain le 10 juillet 1940.
Maire de Saint-Germain-du-Bois en 1944, il demande à être échangé contre les otages pris par les allemands dans le village. Les allemands s’installent alors dans la maison familiale.
- Une résistance française: en Bresse et en Bourgogne - Olivier Gauthier

## Carrière joueur d’échecs
Également joueur d'échecs, Marcel Després donne notamment son nom à une ouverture, l'ouverture Després